# 和田亮介
和田 亮介（わだ りょうすけ、1931年（昭和6年）11月11日―2021年（令和3年）5月25日）は、日本の実業家、エッセイスト。大阪船場の老舗卸「和田哲（株）」三代目社長（のち会長。和田哲はその後、ワテックス株式会社に社名変更）。大阪商工会議所常議員（名誉議員）、大阪織物卸商業組合理事長、大阪市中小企業対策審議会委員、テレビ大阪番組審議会委員長、近畿島根県人会会長、近畿島根経済倶楽部会長等を歴任。日本ペンクラブ会員、日本エッセイストクラブ特別会員、財界人文芸誌『ほほづゑ』同人、関西同人雑誌『千里眼』同人。山陰尺八道場二世道場主（竹号「真月」）。1996年藍綬褒章受章、1999年大阪市文化功労賞。旧姓は木幡。

## 人物・経歴

### 生い立ち
1931年（昭和6年）、島根県八束郡宍道（現在の松江市宍道町）の旧家、八雲本陣（重要文化財・木幡家住宅）14代木幡久右衛門(木幡吹月)と八王子市3代市長武藤文吾の次女・登貴子の次男として生まれる。
祖父である13代木幡久右衛門（木幡黄雨）は、明治32年に私財を投じて松江図書館（現島根県立図書館）を創設、初代館長を務めた。当時は全国に図書館が30館のみで、京都以西では初の図書館であった。黄雨はまた、明治42年、松江駅までつながる鉄道開業にあたり、宍道駅建設のために私有地を惜しみなく提供した。黄雨については『島根の百傑』1966年10月発行に伝を収め、その肖像画は島根県立図書館の玄関ロビーに飾られている。
亮介の父、木幡吹月は、父を早くに失い、若くして14代久右衛門を継承。母は永井瓢斎（大正から昭和前期のジャーナリスト、俳人。島根県能義郡安来町／現安来市出身。朝日新聞［天声人語］で十年にわたり健筆をふるった）の姉にあたる。吹月は早稲田大学政経学部に進学、卒業後故郷に戻ると家業に従事し、宍道町長、島根県議会議員としても活躍した。戦後は公職追放と農地解放の憂き目に遭うも、松江藩主の本陣であった由緒ある屋敷を割烹旅館「八雲本陣」として開業し、困難な時代を乗り切る。尺八の師範を有し、自宅に山陰尺八道場を創設して普化宗古典尺八を普及させつつ、地方の若者に文化的素養を身に着けさせた。吹月は島根新聞社(現・山陰中央新報)社長を務めながら新聞のコラムにも健筆をふるい、その他、古美術研究家、島根県文化材専門委員としても活躍し、島根県文化会の重鎮として名を馳せた。
亮介は、文字通り父吹月の背中を見て育つ。旧制松江中学（現・松江北高等学校）卒業後は父と同じ早稲田大学進学を望んだが、家の台所事情を慮り、新制大学となったばかりの地元の島根大学文理学部（前身は旧制松江高校）に進んだ。法科に属し、民法の村川澄に師事する一方、文科で教鞭をとっていた増田渉（魯迅研究で知られた中国文学者）、駒田信二（後に作家）、佐川春水（英文学者。俳人・佐川雨人としても知られる）からも大いに学んだ。
亮介は文武両道で、父親譲りの多才であった。本人曰く「門前の小僧」で、吹月の尺八指南に加え、山陰尺八道場に招聘された神如道（古典本曲の集大成者で、無住心曲や大和楽などで知られる）やアマチュアの尺八名手と謳われた小曽根藏太など一流の尺八奏者から手ほどきを受けた。一方、学生時代から島根屈指の社会人バレー部紅陵倶楽部の一員として加わり、1953年に第8回国民体育大会バレーボール競技（徳島・香川で開催）西中国代表、また1954年第9回国民体育大会（北海道で開催）島根代表のレギュラーメンバーとして活躍している。尺八では、神如道からプロに育て上げたいと言われるほどに腕を上げたが、父の忠言に従い、芸格あるアマチュアで通すことと決めた。

### 和田家への入婿、和田哲社長（会長）兼エッセイスト
大学を卒業した1954年、木幡亮介は東洋レーヨンに就職したが、数年後、父吹月の強い勧めと、大阪船場で繊維問屋「和田哲」を営む和田哲夫の懇請により和田家に入婿し、和田亮介となる。本人は後年この入婿に至った経緯について、実は吹月が社長を務める島根新聞社（山陰中央新報社の前身）の増資先としての和田哲に「六万株（当時で三百万の株券）とトレード」された、つまり実父そして孫娘の婿を切望する和田哲夫の罠にかかってしまったと、笑い話に語っている。
1961年和田哲に入社。義祖父となった和田哲創業者の和田哲夫から、スパルタ式に船場の商いの奥義、経営哲学を伝授された。義祖父の他界、義父（二代目社長）の相次ぐ逝去により、1975年に和田哲三代目社長に就任。後に手掛けた著書のなかの一冊のタイトルが示す通り「乱世」の時代を乗り切り、会長に退く2000年までの長きに亘り、社業と業界全体の発展に尽瘁した。
実家である木幡家の血筋（永井瓢斎が大伯父、木幡吹月が実父、また実兄は朝日新聞記者を経て山陰中央新報社の社長を務めた）にもよるのであろう。和田哲三代目社長に就任して間もなく、亡き義祖父による教えの日々を綴った追悼録を業界紙「寝装新聞」に連載。義祖父から伝授された船場の商いの心、そして商都大阪の古き良き商習慣を巧みな筆さばきで鮮やかに描き出したそれらのエッセイは、業界を超えて好評を博す。朝日新聞論説委員で「天声人語」を担当した荒垣秀雄に「船場商人の商売哲学を目の前に見る如くいきいきと描いた」、「読み出すと面白くて巻を措く能わず」と激賞され、1976年に『扇子商法―ある船場商人の遺言』として日本寝装新聞社から出版されることとなった。日本史・経済史研究者の宮本又次も和田の「平明達意、ユーモアをたたえ」かつ「文雅」漂う文章にうなるとともに、「著者は商いのうえでの直弟子として、一話一言、見事に受け止めている。「ある船場商人の遺言」はそのままに大阪商法を如実に示現していて、あまねく語りつぎ、いい残さるべき普遍性ある遺言をなしている」（「週刊読書人」1149号／1976年9月）と評した。幾度も版を重ね、その後は創元社、さらに中公文庫からも出版されている。本書によって、義祖父和田哲夫は「最後の船場商人」として人々に広く記憶されることとなった。なお、本書タイトルにあり、現在では大阪船場の普遍性のある商法をあらわす代表的表現となった「扇子商法」は、伝統的に船場で使われてきた表現ではなく、筆者自身の発想によるということだが、船場の哲学・美学を言いえて妙である。
『扇子商法ーある船場商人の遺言』以降、和田亮介は、さらに船場商人の歴史や経営哲学を体験的に描いた『三代目まんだら』『船場の目』『船場からくさ』『船場往来』『乱世を生きる経営』『あきない夜噺』『船場吹き寄せ』など多数の随筆集を世に出した。芸道に通じ、その出自から立ち居振る舞いや趣味に美意識を有した和田は、品格ある大阪船場の商いの語り部、講演者としても定評があった。
人望厚く、1991年大阪織物卸商業組合理事長就任、またテレビ大阪番組審議会委員長を務めるなど、和田亮介は強い責任感と優れた才覚で、大いに大阪の経済文化の発展に貢献した。96年藍綬褒章受章、99年大阪文化功労賞受賞。故郷愛もことのほか強く、近畿から島根県・松江市の応援団リーダーとして陣頭指揮をとった。

### 藝の道、数寄者
会社経営者、随筆家の顔だけではなく、和田亮介は邦楽愛好家の世界でも広く知られ、敬愛を集めた。竹号は真月。吹月から山陰尺八道場第二代道場主を引き継ぎ、木幡真月（後、和田真月）として、地唄三弦演奏家の佐々川静枝らとともにNHＫの邦楽番組等にも出演している。尺八の他、清元（和田こと清元梅介）や小唄もものしたが、それらもいわゆる「旦那藝」を優に超えるものであった。
和田哲社長を退き、会長となった2000年から、大阪西天満の老舗料亭芝苑を会場に、流派を問わず邦楽を愛するプロ・アマチュア演奏家の和やかな集まり「眞月庵邦楽サロン」を十数回に亘って主宰した。実家である八雲本陣を会場とした第8回には、80数名もの参加者を数えた。
山陰尺八道場主の座は、2006年に甥の飯塚大幸（醫王山・一畑寺管長）に譲った。
2007年、山陰尺八道場初代道場主である実父吹月がかつて月刊『尺八』誌に連載した随筆「尺八古今集」（1951年2月号から10回連載）を現代人にも分かりやすくリライトのうえ発行し、若者をはじめとする邦楽愛好家に時代を超えた竹への情熱を伝えた（『木幡吹月―尺八古今集（序・跋　和田真月）』）。
数寄者研究家である大塚融は、数寄者を「本業とは別に芸や趣味に専門家に劣らない力量を持って、簡潔に美の世界を語り、作法の美しい人物で、かつ金銭のことを口にしない人物」と定義し、和田亮介を阪神を代表する数寄者９人の筆頭に挙げている。

### 晩年
2015年、周囲から惜しまれつつ、半世紀以上を過ごした大阪から故郷島根に回帰。城下町松江で穏やかな日々を送りながら、松江市観光協会観光文化プロデューサーとして高橋一清（元『別冊文藝春秋』編集長）が編集を担う『湖都松江』（松江市文化情報誌）の連載随筆（vol.26, vol.29-vol.36）や、地元の経済誌『山陰経済ウィークリー』の連載エッセイ「ご隠居天国」（2014年6月～2019年8月）等で引き続き才筆をふるった。
2021年5月25日、病気のため故郷松江市にて89歳で逝去。

## 著書
・『扇子商法―ある船場商人の遺言』日本寝装新聞社1976、創元社1993、中公文庫1998
・『三代目まんだら』日本寝装新聞社1979
・『船場からくさ』日本寝装新聞社1991
・『船場往来ー語り継ぐなにわ商法』創元社1994
・『乱世を生きる経営―よみがえる船場商法』創元社1996
・『あきない夜咄』創元社1997
・『船場の目』日本寝装新聞社1998
・『船場吹き寄せ』創元社2007